# Thyge Petersen
 Ikke at forveksle med Tyge Pedersen.
Thyge Alexander Petersen (født 28. maj 1902 i Horsens, død 1. januar 1964 i Odense) var en dansk bokser i letsværvægtsklassen. Han vandt EM to gange, opnåede sølvmedalje ved OL i 1924 og seks danske mesterskaber i letsværvægt.

## Amatørkarriere
Thyge Petersen boksede for Horsens AK og vandt det jyske mesterskab i mellemvægt i 1922. I 1923 stillede han op for IF Sparta ved danmarksmesterskaberne og vandt DM i letsværvægt. Året efter, i 1924, var Petersen tilbage i sin gamle klub og vandt både JM og DM.
Han blev udtaget til letsværvægt i den olympiske bokseturnering ved OL 1924 i Paris. Han besejrede i turneringens første runde den senere OL-guldvinder i sværvægt, argentineren Arturo Rodríguez Jurado, og vandt endvidere over en polak og en amerikaner inden han i semifinalen besejrede nordmanden Sverre Sørsdal. I finalen tabte han til englænderen Harry Mitchell og opnåede således en sølvmedalje; Sørsdal vandt kampen om bronze.
Efter OL forblev Petersen amatør og vandt efterfølgende det jyske mesterskab tre gange (1925, 1926 og 1928) og DM i letsværvægt seks gange i 1923, 1924, 1925, 1927, 1928 og 1930. I 1926 vandt Pedersen DM i sværvægt.
Thyge Petersen deltog i europamesterskaberne for amatører i Stockholm i 1925, hvor han i finalen i letsværvægt besejrede svenskeren Nils Ramm, der senere blev europamester i sværvægt.
Thyge Petersen vandt tillige i 1926 det britiske mesterskab (ABA) i sværvægt som den første udlænding.
Petersen var favorit til at vinde medalje ved OL 1928 i Amsterdam, men inden første kamp blev han af DABU kaldt hjem for at have modtaget en gave for nogle kampe, hvilket var brud på amatørreglerne, så han fik karantæne i to år, men blev i praksis blot ét år. Han kunne derfor stille op i EM i 1930, denne gang i Budapest, hvor han atter vandt europamesterskabet, denne gang med en finalesejr over tyskeren Albert Leidmann.
Med de to EM-titler, en OL-sølvmedalje, et ABA-mesterskab, syv danske og fire jyske mesterskaber var Thyge Petersen en af de mest succesfulde danske amatørboksere.

## Professionel karriere
Efter EM i 1930 blev Thyge Petersen professionel. Han debuterede formentlig den 24. oktober 1930 ved et stævne i København, hvor han vandt over en middelmådig fransk bokser, Auguste Lengagne. Næste kamp endte uafgjort og den næste igen blev tabt på point til franskmanden Eugene Alonzo. Den 15. maj 1931 opnåede Thyge Petersen uafgjort mod landsmanden Hans Holdt. Han vandt yderligere en kamp i 1931, men var herefter formentlig inaktiv indtil 1937, hvor han gjorde comeback i en kamp mod en tysk bokser, der alene havde bokset et par kampe flere år forinden. Thyge Petersen vandt sin sidste kamp, men boksede ikke siden.
Som professionel opnåede han syv kampe, hvoraf fire blev vundet (inden KO), en tabt og to endte uafgjort.

## Videre karriere
Thyge Petersen var, mens han var amatør, politibetjent. Senere var han kioskejer i Odense, men havde svært ved livet uden for boksningens rampelys og døde ensom.

## Eksterne links
- Thyge Petersens profil hos databaseOlympics.com (arkiveret) (engelsk)
- Thyge Petersens profil på Sports-Reference OL-resultater (arkiveret) (engelsk)
- Thyge Petersens profil på Olympedia (engelsk)
- Thyge Petersens profesionelle rekordliste hos BoxRec (engelsk)